# Christian Dietrich Grabbe
Christian Dietrich Grabbe (Detmold, 1801. december 11. – Detmold, 1836. szeptember 12.) német drámaíró.
Georg Büchner mellett Grabbe tekinthető a német dráma egyik legjelentősebb reformátorának. Shakespeare és a Sturm und Drang nagy befolyással voltak rá. Drámáira a gyakori tömegjelenetek és gyors váltások jellemzőek, ami az akkori színpadi technikát (is) legyőzhetetlen akadályok elé állította. Grabbe a klasszikus drámát lazán összefűzött jelenetek sorozatává alakította. Darabjai kiábrándult, sőt pesszimista világnézetről tanúskodnak.
Halála után egy ideig feledésbe merült. Műveit a naturalizmus és expresszionizmus írói fedezték fel újra, a nemzetiszocialisták pedig a nemzet nagy költőjét ünnepelték személyében. Antiszemita kijelentései, darabjainak egyes zsidóellenes szövegrészei (Aschenbrödel) és nemzeti témái (pl. Teutoburgi csata) kiváló lehetőséget nyújtottak a náci ideológusoknak, hogy saját céljaikra kisajátítsák Grabbe személyét, műveit. Mindenekelőtt az 1930-as években neveztek el róla számtalan utcát.

## Élete
Grabbe már gimnáziumi évei alatt próbálkozott első drámáival. A tartomány hercegasszonya által biztosított ösztöndíj tette aztán lehetővé számára, hogy 1820-tól Lipcsében, majd 1822-től Berlinben jogot tanulhasson, ahol Heinrich Heinével is megismerkedett. 1823-ban félbehagyta tanulmányait, és sikertelenül próbálkozott színészként vagy rendezőként elhelyezkedni. Visszatért Detmoldba, és 1824-ben államvizsgázott jogból.
Eleinte sikertelen volt az a próbálkozása is, hogy Detmoldban találjon jogászi állást, de 1826-tól egy betegszabadságon lévő hadbíró helyettese lett – bár először fizetés nélkül – majd 1828-tól kapott fizetést is az álláshoz. 1829-ben színre vitték Don Juan und Faust című darabját, de ez maradt az egyetlen bemutató élete során. 1831-től alkoholizmusa miatt egyre inkább romlott egészségi állapota. Eljegyzésüket Henriette Meyer feloldotta, miután Grabbe inkább Louise Christiane Clostermeier kezére pályázott, aki viszont egyszer már elutasította.
1833-ban Grabbe feleségül vette Louise Christina Clostermeiert, de házasságuk boldogtalan volt. 1834-ben Grabbe lemondott hivataláról. Düsseldorfba utazott Frankfurt am Mainon keresztül, ahol összeveszett kiadójával. Düsseldorfban Karl Immermann-nal dolgozott, vele 1831-ben ismerkedett meg Immermann színházában. Grabbe depressziója és alkoholizmusa miatt azonban ez az együttműködés sem tartott sokáig. 1836-ban újra visszatért Detmoldba, de felesége benyújtotta a válást. Grabbe még abban az évben elhunyt gerincvelősorvadásban.

## Jelentősége
Míg Herzog Theodor von Gothland című darabja sokak szerint a német színház történetének egyik legnagyobb hatású debütalkotása, másokat megbotránkoztatott a színműből áradó totális nihilizmus. Ma inkább Napoleon oder die hundert Tage (Napóleon avagy a száz nap) illetve Hannibal című darabjait tekintik legjelentősebb drámáinak, mert realisztikus, összetett történelmi képet mutatnak. Scherz, Satire, Ironie und tiefere Bedeutung (Tréfa, szatíra, irónia és mélyebb értelem) című színműve máig az egyik legkiválóbb német komédiának számít. Mivel azonban Grabbe tudván tudva semmibe vette a dramaturgia szabályait, drámáit még mindig nehéz színre vinni. Mindenekelőtt „Napoleon” című drámája állít nagy kihívások elé minden színpadot, szereplőinek nagy száma, változó helyszínek és a szinte filmbe illő háborús jelenetek miatt.

## Művei
- Herzog Theodor von Gothland. Tragédia, 1822. Ősbemutató: Bécs, 1892
- Scherz, Satire, Ironie und tiefere Bedeutung. Vígjáték, megírva 1822-ben, 1827-ig több korrektúra. Ősbemutató: München, 1907
- Nannette und Maria. Melodráma, 1823, Ősbemutató: Kettwig, 1914
- Marius und Sulla. Drámatöredék, 1823-1827. Ősbemutató: Detmold, 1936
- Über die Shakspearo-Manie. Színházkritikai dolgozat, 1827
- Don Juan und Faust. Tragédia 1828. Ősbemutató: Detmold, 1829
- Kaiser Friedrich Barbarossa. Dráma, a Hohenstaufen-ciklus első része, 1829. Ősbemutató: Schwerin, 1875
- Kaiser Heinrich VI.. Dráma, a Hohenstaufen-ciklus második része, 1829. Ősbemutató: Schwerin, 1875
- Etwas über den Briefwechsel zwischen Schiller und Goethe. Színházkritikai dolgozat, 1830
- Napoleon oder Die hundert Tage. Dráma, 1831. Ősbemutató: Frankfurt am Main, 1895
- Kosciuzko. Drámatöredék, 1835. Ősbemutató: Gelsenkirchen, 1941
- Aschenbrödel. Vígjáték, 1. szövegváltozat 1829, 2. szövegváltozat 1835. Ősbemutató: Detmold, 1937
- Hannibal. Tragédia, 1835. Ősbemutató: München, 1918
- Der Cid. Librettó-töredék Norbert Burgmüller egy operájához, 1835. Ősbemutató: Loipfing/Isen, 2002
- Die Hermannsschlacht. Dráma, 1835-1836. Ősbemutató: Detmold, 1936